# Hulst (plant)
Hulst (Ilex aquifolium) is een soort uit de hulstfamilie (Aquifoliaceae).

## Determinatie
Hulst groeit meestal als struik maar kan ook uitgroeien tot boom. Het is een langzaam groeiende soort, die een hoogte kan bereiken van iets meer 10 m. De gemiddelde leeftijd ligt rond de 100 jaar oud. De leerachtige bladeren van hulst zijn getand en voorzien van stekels. Hulst is een tweehuizige plant. De bloemen op de mannelijke plant zijn geelachtig; de bloemen op de vrouwelijke plant zijn kleiner en eerder wit. De bloeitijd loopt van mei tot in juni.

## Ecologie
Hulst komt vooral voor in loofbossen uit de klasse van eiken- en beukenbossen op voedselarme grond. Ze groeit goed op bodems met een relatief lage pH. Hulst wordt door insecten bestoven. Voor mensen zijn de bessen giftig, maar voor vogels niet. De larven van de hulstvlieg voeden zich in en met hulstbladeren. De bladluis Aphis ilicis voedt zich eveneens met de bladeren van deze plant.

## Verspreiding
Het natuurlijke verspreidingsgebied van hulst strekt zich uit over het westen en zuiden van Europa, het noordwesten van Afrika en het zuidwesten van Azië. In de Benelux is hulst de enige inheemse groenblijvende loofboom.

## Toepassingen
Hulst wordt gebruikt in heggen. De plant kan schaduw goed verdragen. Er zijn vele cultivars ontwikkeld, die vermeerderd worden door middel van stekken.
Zowel de bladeren als de bessen worden vaak gebruikt in kerststukjes. Hout wordt gebruikt voor meubilair en inlegwerk. De jonge bladeren kunnen in juni worden geplukt en gedroogd. Thee die hiervan wordt getrokken, werkt koortsverlagend en urinedrijvend. Hulst is in bepaalde gebieden beschermd.

### Werkzame stoffen
- Looizuur
- Bitterstof

## Symboliek
Hulst is een symbolische plant vanwege zijn altijd groene verschijning. Volgens oud bijgeloof zou hulst bescherming bieden tegen blikseminslag en tegen vijandige machten zoals demonen en heksen.

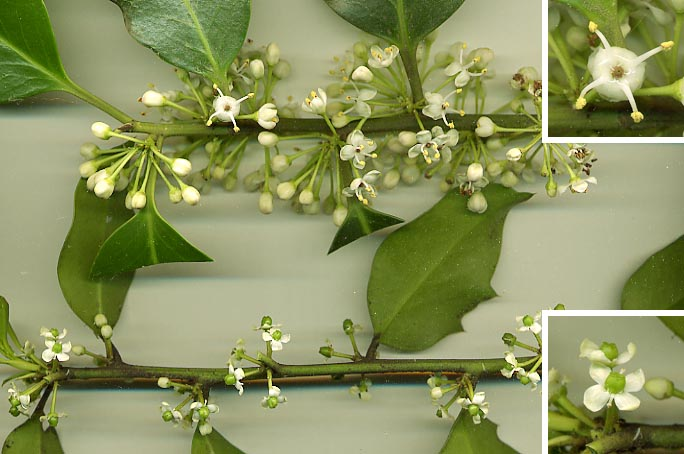
Boven mannelijke, onder vrouwelijke bloemen
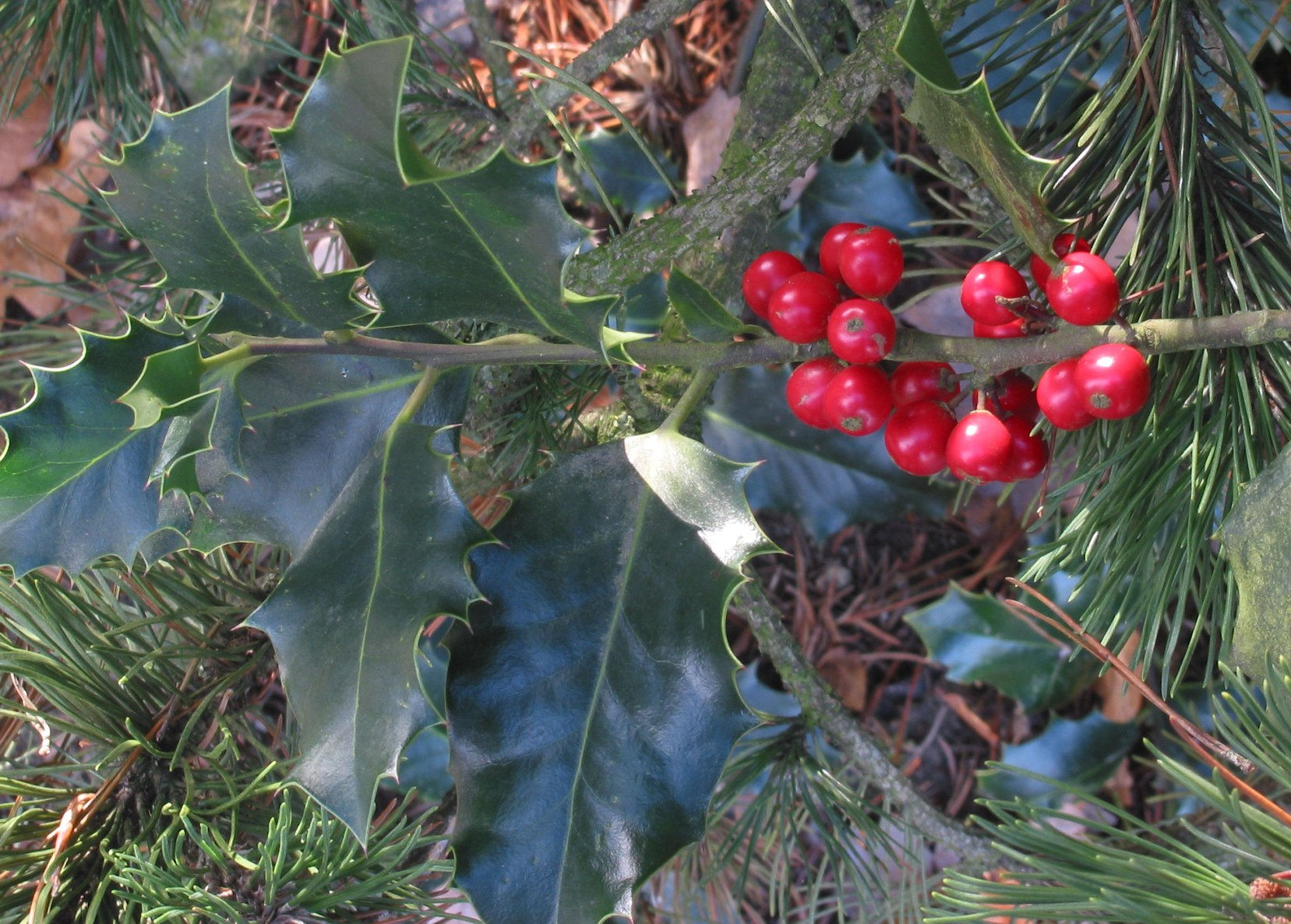
Plant met vruchten
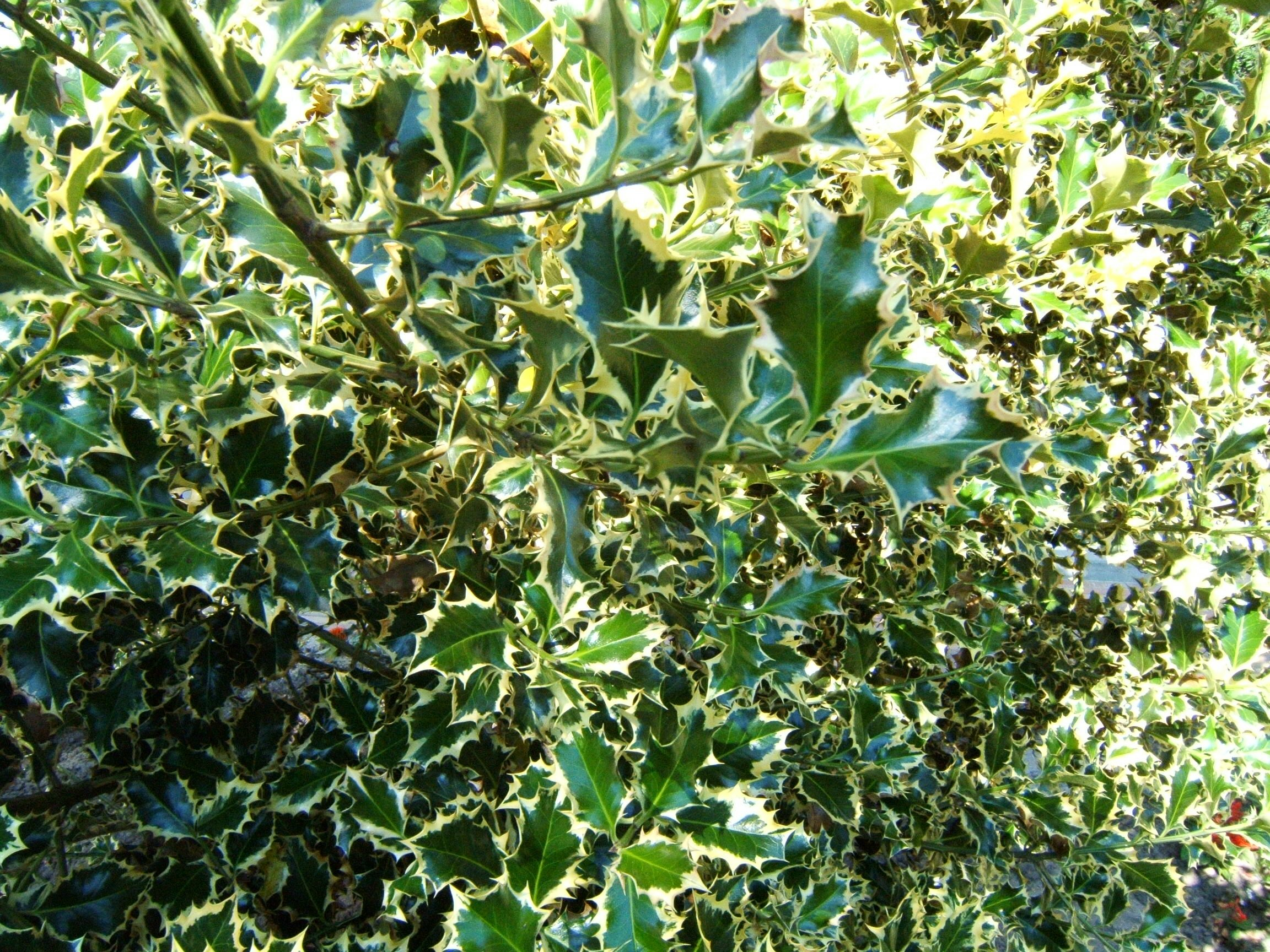
Bonte hulst
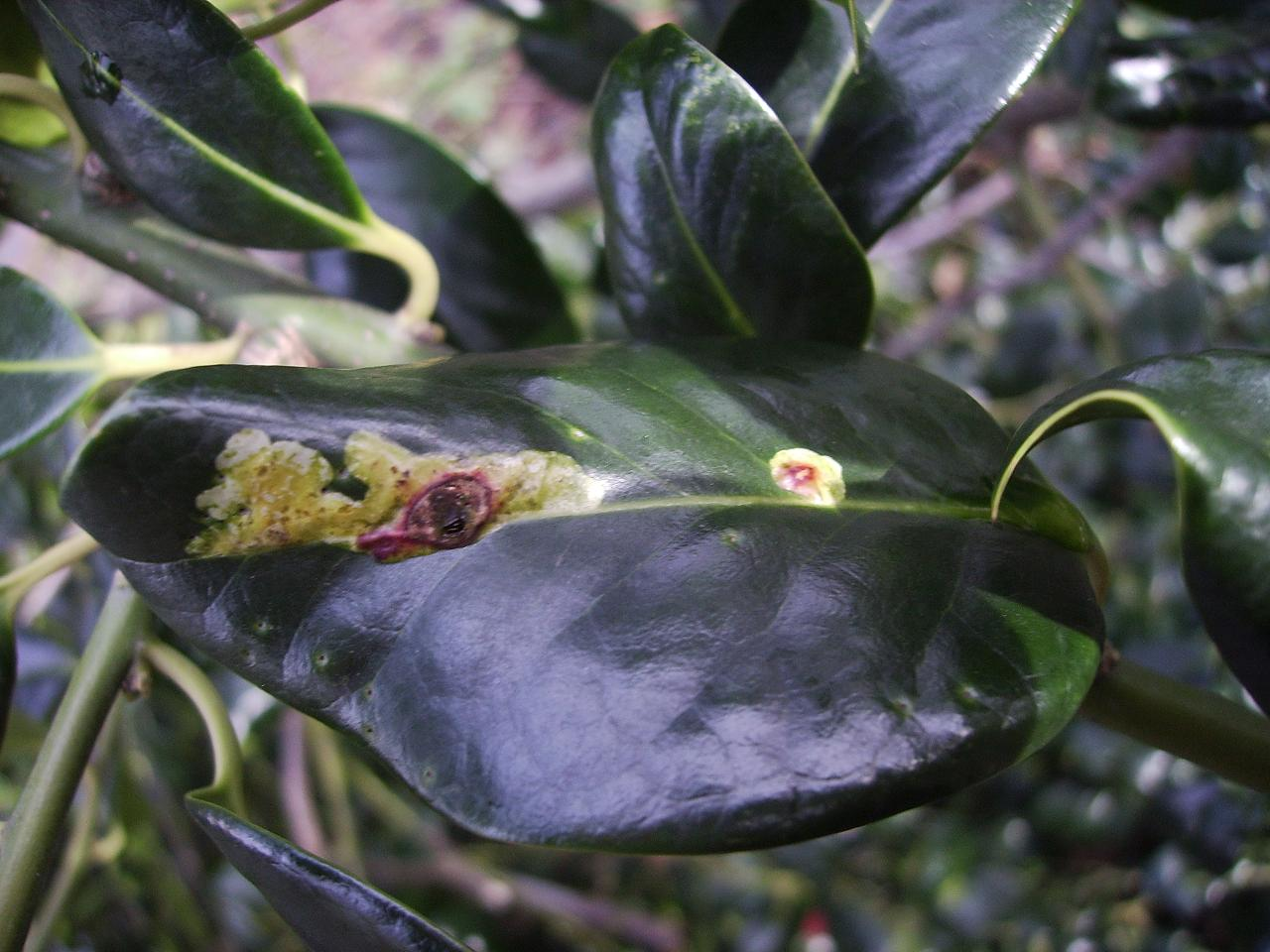
Blad met bladmineerder